# Fernando Ferreira (athlétisme)
Pour les articles homonymes, voir Fernando Ferreira.
Fernando Carvalho Ferreira (né le 13 décembre 1994 à Ribeirão Preto) est un athlète brésilien, spécialiste du saut en hauteur.

## Carrière
En 2014, il remporte le titre sud-américain espoirs à Montevideo avec le record des championnats en 2,24 m. Il confirme ce titre deux ans après à Lima avec un saut à 2,20 m.
En juin 2015, il remporte le titre de champion sud-américain à Lima, avec un saut à 2,22 m. Il venait de porter son record personnel à 2,26 m le 2 mai 2015 à São Paulo (IDCM).
Le 3 juin 2017, il porte son record personnel à 2,28 m à São Bernardo do Campo (Arena Caixa) : au même endroit il franchit ensuite 2,30 m le 1er juillet 2017, ce qui le qualifie pour les Championnats du monde.

## Palmarès
| Date | Compétition                    | Lieu       | Résultat | Marque |
| ---- | ------------------------------ | ---------- | -------- | ------ |
| 2015 | Championnats d'Amérique du Sud | Lima       | 1er      | 2,22 m |
| 2017 | Championnats d'Amérique du Sud | Luque      | 3e       | 2,19 m |
| 2018 | Jeux sud-américains            | Cochabamba | 2e       | 2,25 m |
| 2019 | Championnats d'Amérique du Sud | Lima       | 2e       | 2,21 m |
| 2019 | Jeux panaméricains             | Lima       | 4e       | 2,26 m |
| 2021 | Championnats d'Amérique du Sud | Guayaquil  | 1er      | 2,29 m |
| 2022 | Championnats ibéro-américains  | La Nucia   | 3e       | 2,21 m |
| 2023 | Championnats d'Amérique du Sud | São Paulo  | 2e       | 2,21 m |
| 2024 | Championnats ibéro-américains  | Cuiabá     | 3e       | 2,15 m |

## Records
| Épreuve         | Épreuve   | Marque | Lieu                  | Date             |
| --------------- | --------- | ------ | --------------------- | ---------------- |
| Saut en hauteur | Plein air | 2,30 m | Sao Bernardo do Campo | 1er juillet 2017 |
| Saut en hauteur | En salle  | 2,26 m | Nehvizdy              | 22 janvier 2020  |